# Оутфилд (Орегон)
Оутфилд (енгл. Oatfield) насељено је место без административног статуса у америчкој савезној држави Орегон.

## Демографија
По попису из 2010. године број становника је 13.415, што је 2.335 (-14,8%) становника мање него 2000. године.
| Група             | 2000.          | 2010.          |
| Белци             | 14.489 (92,0%) | 11.509 (85,8%) |
| Афроамериканци    | 74 (0,5%)      | 112 (0,8%)     |
| Азијати           | 314 (2,0%)     | 432 (3,2%)     |
| Хиспаноамериканци | 416 (2,6%)     | 871 (6,5%)     |
| Укупно            | 15.750         | 13.415         |